# Samuel Vilhelm Geete
Samuel Vilhelm Geete, född 25 januari 1733 på Sneslingeberg i Börstil socken, Stockholms län, död 26 mars 1759 i Stralsund, Svenska Pommern, var en svensk militär och tecknare.
Han var son till överstelöjtnanten Carl Gustaf Geete och friherrinnan Catharina Hermelin samt bror till Erik Adolf, Alexander och Carl Johan Geete. Samuel Vilhelm Geete var volontär vid Hälsinge regemente 1746, kadett vid kadettkåren 1747 och adjutant vid Jönköpings regemente 1756. vid sidan av sin militära tjänst var han verksam som tecknare och målare. Han var representerad i Charles Emil Hagdahls samlingar. Geete som förblev ogift avled av vattusot i Stralsund.